# 巴林行政区划
巴林行政區劃包括4個省：
1. 首都省（黃色）
2. 穆哈拉格省（金色）
3. 北方省（藍色）
4. 南方省（紅色）

## 歷史
2014年9月22日巴林改劃省界前，除了上述四個省份以外，還設有第五個省份中央省。改劃省界後，中央省裁撤，其土地由北方省、南方省和首都省瓜分。